# هارولد بيرس (رجل أعمال)
هارولد بيرس (بالإنجليزية: Harold Pierce)‏ هو صاحب مطعم وشخصية أعمال أمريكي، ولد في 11 أغسطس 1917 في ميدوي في الولايات المتحدة، وتوفي في 8 مارس 1988 في كانكاكي في الولايات المتحدة بسبب سرطان البروستاتا.